# 劉定選
劉定選（1792年—？），四川省敘州府隆昌縣人，清朝軍事將領，同武進士出身。
嘉慶二十二年（1817年）登武進士。道光元年（1821年），任湖北鄖陽城守營中軍守備。道光三年（1823年），任湖北提標右營守備。道光八年（1828年），改貴州天柱營都司。道光十二年（1832年），任貴州清江協右營游擊。道光十九年（1839年），改湖南岳州城守營參將。道光二十二年（1842年），升湖南靖州協副將。道光二十五年（1845年），升雲南昭通鎮總兵。